# Jean Quarré
Pour les articles homonymes, voir Quarré.
Compléments
Mention : mort pour la France
Jean Quarré est un militant communiste et résistant (3 attentats à son actif), né à Paris 10e le 22 septembre 1919 et mort fusillé au Mont-Valérien le 17 avril 1942.

## Biographie

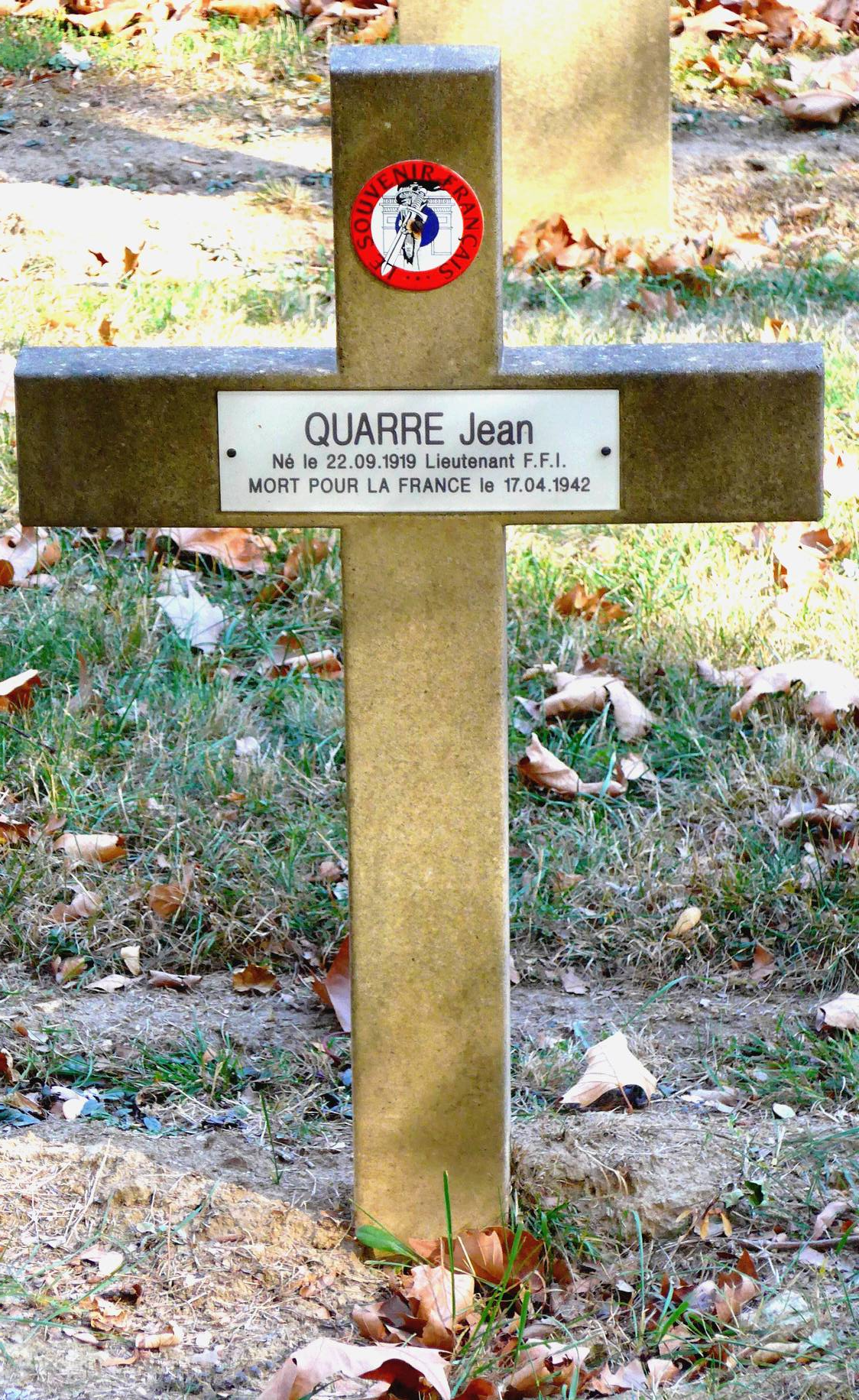
Tombe de Jean Quarré au cimetière parisien d'Ivry.

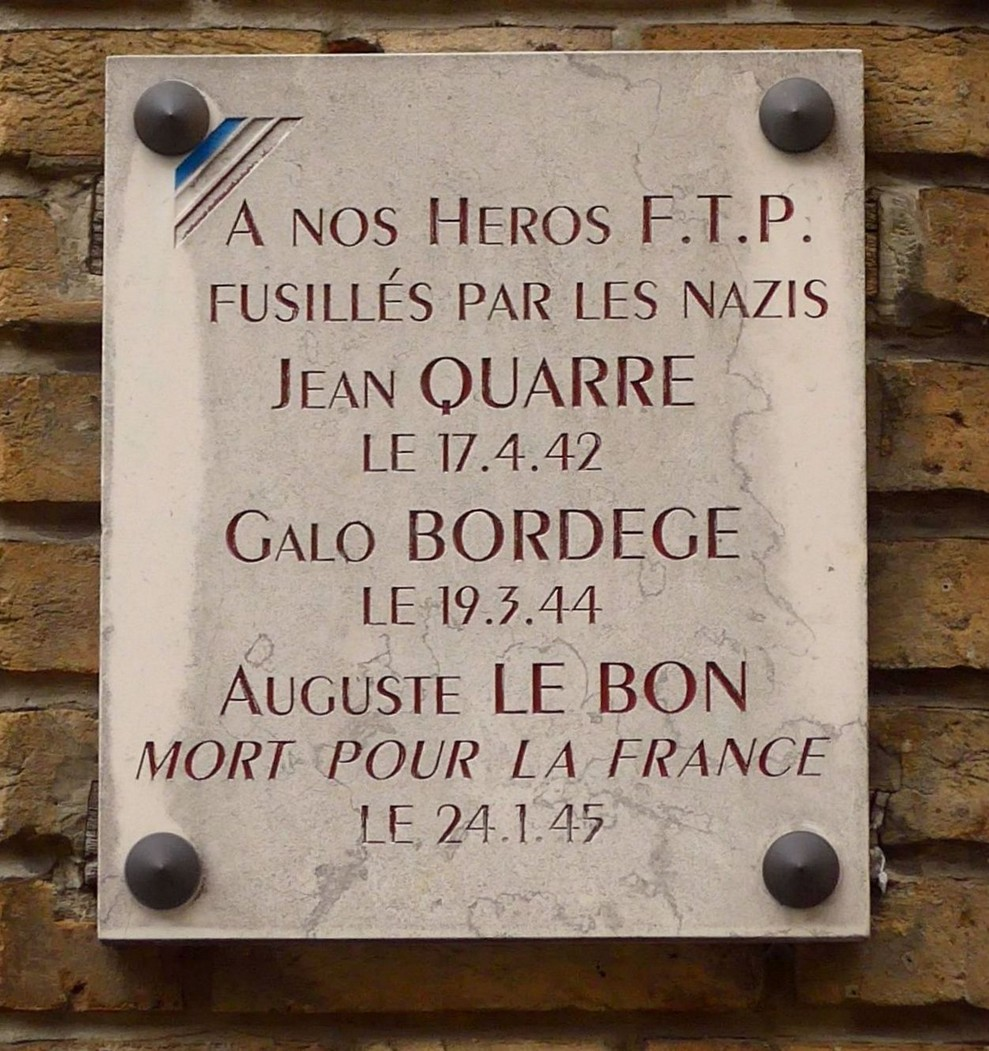
Plaque au 27 rue du Docteur-Potain (Paris).

Au cours des années 1920, sa famille s'installe 27, rue du Docteur-Potain (19e arrondissement de Paris). Il fréquente l'école de la rue des Bois, puis travaille comme imprimeur dans son arrondissement. Sous l'Occupation, il est obligé de quitter le 19e pour aller travailler à Bagnolet, aux Établissements Paquette et Berteau.
C'est un sportif et un militant actif des Jeunesses communistes du 19e. Il participe aux manifestations de juillet et août 1941 et c'est tout naturellement qu'il est intégré aux Bataillons de la jeunesse.
Il est arrêté le 27 février 1942 grâce au zèle de la police vichyste, « pour sa participation à la propagande clandestine », précise le rapport de police. Une perquisition est effectuée dans la cave de son immeuble. On y trouve de nombreux tracts, brochures, un almanach de L'Humanité pour l'année 1937, ainsi qu'une machine à ronéotyper et un vélo lui appartenant. Lorsque Jean Quarré viendra chercher son vélo, la police l'attend.
Il fait partie des vingt-sept résistants qui comparaissent du 7 au 14 avril 1942 devant une cour martiale à la Maison de la Chimie. Insoumis jusqu'au bout, Jean Quarré tire la langue au caméraman allemand sur le chemin de son exécution.
La lettre écrite à sa famille la nuit précédant son exécution est conservée au musée de la Résistance nationale de Champigny-sur-Marne et visible sur le site du musée du Mont-Valérien.
Le corps de Jean Quarré repose dans le carré des fusillés du cimetière parisien d'Ivry.

## Distinctions
- La mention « mort pour la France » lui est attribuée par le Secrétaire général aux Anciens Combattants en date du 22 janvier 1946[5].

## Hommages
La rue Jean-Quarré dans la 19e arrondissement de Paris porte son nom.
Son nom est mentionné sur une plaque commémorative apposée au 27 rue du Docteur-Potain (19e arrondissement de Paris).